# Aderus curtesignatus
Aderus curtesignatus es una especie de coleóptero de la familia Aderidae. Fue descrita científicamente por Maurice Pic en 1948.

## Distribución geográfica
Habita en Casamanza (Senegal).